# محاولات إبطال نتائج الانتخابات الرئاسية الأمريكية 2020

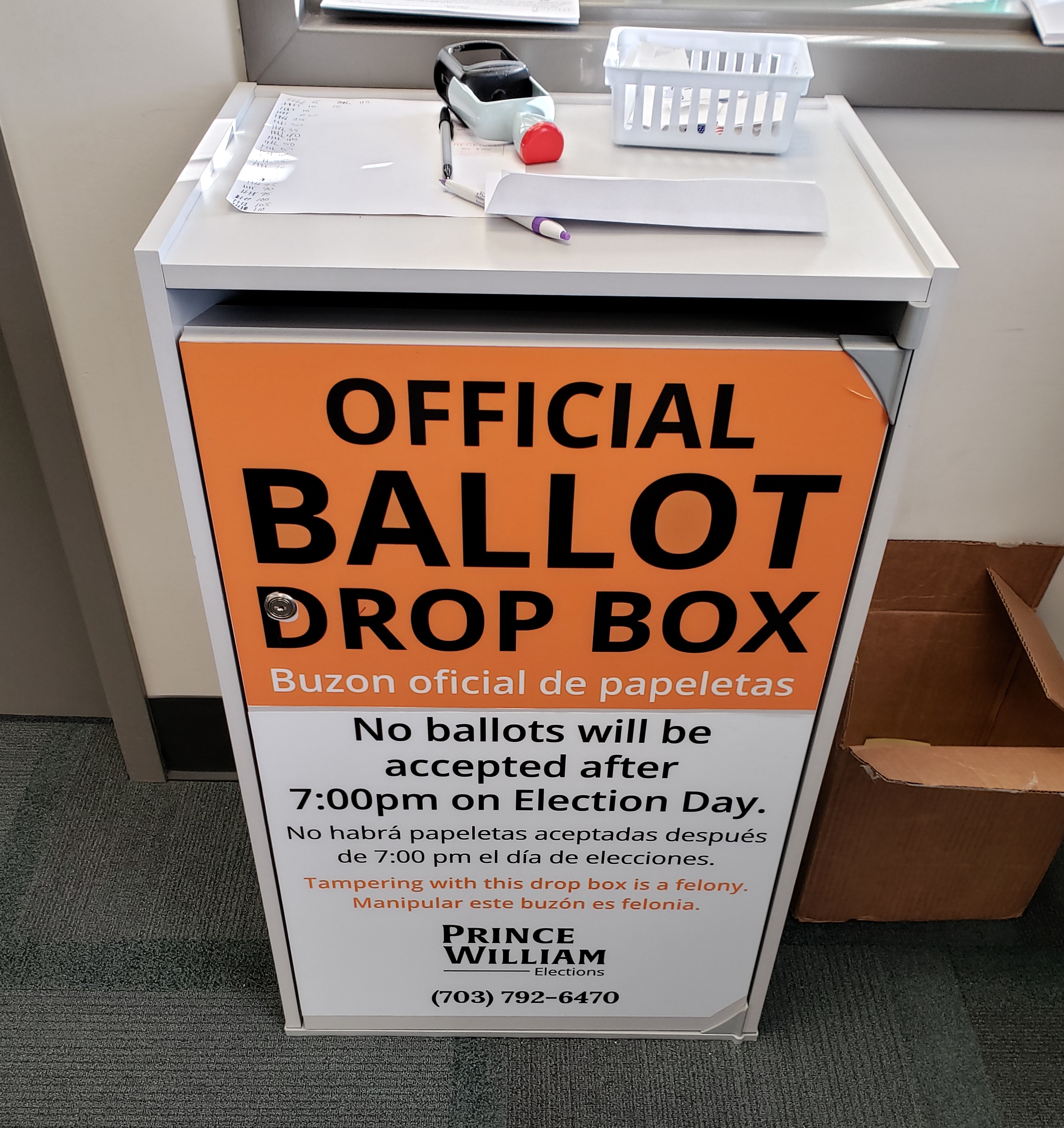

بعد الانتخابات الرئاسية الأمريكية لعام 2020 التي فاز فيها جو بايدن، بذل دونالد ترامب الذي كان يشغل المنصب آنذاك، بالإضافة إلى حملته وممثليه والكثير من داعميه جهدًا عدوانيًا وغير مسبوق لرفض الانتخابات وإبطالها. وُصفت محاولات إبطال الانتخابات على نطاق واسع بأنها محاولات انقلاب وتطبيق «للكذبة الكبيرة». روّج ترامب وحلفاؤه لعدد كبير من المزاعم الباطلة ونظريات المؤامرة القائلة بأن الانتخابات قد سُرقت عن طريق مؤامرة شيوعية دولية وآليات تصويت مزيفة وتزوير انتخابي.
نبذ عدد كبير من قضاة الولايات والقضاة والفدراليين ومسؤولي الانتخابات والمحافظين والوكالات الحكومية التزوير الانتخابي على أنه لا أساس له على الإطلاق. رفض العديد من الجمهوريين في الكونغرس، وكذلك المحافظين والمسؤولين المنتخبين الآخرين الاعتراف بفوز بايدن. اعترف البعض بفوز بايدن بعد إقرار المجمع الانتخابي، في حين تابع آخرون رفضهم. أجّلت إميلي ميرفي، مديرة إدارة الخدمات العامة الأمريكية، بدء مراسم الانتقال الرئاسي لجو بايدن، لكنها سمحت باستئنافها بعد عشرين يومًا من الانتخابات، وبعد ستة عشر يومًا من تخمين معظم وسائل الإعلام فوز بايدن.
صرح كريس كريبس رئيس وكالة الأمن السيبراني وأمن البنية التحتية (سي آي إس أيه) قائلًا بعدم وجود أي دليل على حدوث خرق لأنظمة الانتخابات، واصفًا الانتخابات بأنها «الأكثر أمنًا في التاريخ الأمريكي»، ما دفع ترامب إلى فصله بعد أيام. ردًا على مزاعم عارية من الصحة بحدوث استعانة بمصادر خارجية لفرز الأصوات، أكد كريبس أن كل الأصوات فُرزت في الولايات المتحدة. صرح نائب عام الولايات المتحدة ويليام بار في الأول من ديسمبر بأن المدعين الأمريكيين وعملاء مكتب التحقيقات الفدرالي قد تحروا أمر الشكاوي ومزاعم التزوير، ولم يجدوا أي دليل على التزوير على نطاق واسع بما يكفي للتأثير على نتيجة الانتخابات. قال مدير الاستخبارات القومية جون راتكليف إنهم لم يعثروا على  دليل على تدخل خارجي بإحصاءات التصويت. كلفت محاولات ترامب إبطال الانتخابات دافعي الضرائب 519 مليون دولار أمريكي وفق تحليل قامت به صحيفة واشنطن بوست، بما فيها 488 مليون رسومًا أمنية أثناء اقتحام كابيتول الولايات المتحدة لعام 2021 وبعده و2.2 مليون دولار أمريكي رسومًا قانونية.
رفعت حملة ترامب وحلفاؤه ما لا يقل عن 63 دعوى قضائية في يوم الانتخابات وبعده، ولم تنجح أيها. شجع وحلفاؤه المسؤولين في الولايات الذين حصلوا على نتائج قريبة، ولا سيما أولئك الذين فاز عليهم بايدن، على التخلص من أوراق الاقتراع القانونية والطعن في إجراءات التصديق على التصويت. ضغط ترامب على وزير خارجية ولاية جورجيا «لإيجاد» الأصوات التي يحتاجها لضمان فوزه في الولاية والبالغ عددها 11.780 صوتًا في مكالمة هاتفية أجراها في بداية يناير 2021، وحث حاكم جورجيا برايان كيمب مرارًا على عقد جلسة خاصة للمجلس التشريعي لإبطال فوز بايدن المعتمد في الولاية، وقدم ترامب التماسًا مماثلًا لرئيس مجلس النواب في بنسلفانيا بعد أن صُدق على فوز بايدن في تلك الولاية.
ضغط ترامب أيضًا على وزارة العدل للطعن بنتائج الانتخابات والتصريح علنًا بأن الانتخابات كانت فاسدة. قبل الانتخابات وبعدها، صرح ترامب بتوقعه أن المحكمة العليا ستحدد النتيجة، وبعد الانتخابات بحث فريقه القانوني عن طريق لعرض القضية أمام المحكمة، حيث يتمتع القضاة المحافظون بأغلبية 6 إلى 3، وثلاثة منهم عيّنهم ترامب. دعا مايكل فلين، مستشار الأمن القومي السابق لترامب، والذي أُعفي بُعيد الانتخابات، الرئيس إلى تعليق الدستور وإسكات الصحافة وإجراء انتخابات جديدة تحت إشراف عسكري. طالب محامي ترامب جوزيف ديجينوفا بإعدام كريبس. خلال دعوى عزل ترامب الثانية، استقال خمس محامين مثلوا ترامب بعد ادعائهم بأن ترامب أجبرهم على ترديد مزاعم باطلة بخصوص تزوير انتخابي.
في 10 ديسمبر من عام 2020، بعد أن نُبذت عدة دعاوٍ قضائيةٍ تالية، غرّد ترامب: «سيتصعّد الأمر تصعّدًا هائلًا. هذه لحظة خطيرةٌ للغاية في تاريخنا... حقيقة أن بلادنا تُسرق، أن انقلابًا يحدثُ أمام أعيننا، ليس بوسع الشعبِ تحمُل ذلك بعد الآن». في اليوم التالي، رفضت المحكمة العليا الاستماع إلى قضية تكساس ضد بنسلفانيا، وهي قضية أشاد بها ترامب باعتبارها «القضية الكبيرة» وساندها عدد كبير من الجمهوريين، الذين سعوا إلى إبطال النتائج في بنسلفانيا وميشيغان وجورجيا وويسكونسن، كل الولايات المتأرجحة التي فاز فيها بايدن. بعد فشل تكساس، ورد أن ترامب نظر في خيارات إضافية، بما فيها التدخل العسكري، والسيطرة على آليات التصويت واستئناف آخر في المحكمة العليا، بالإضافة إلى الطعن بفرز الكونغرس للأصوات الانتخابية في السادس من يناير 2021. بحلول 30 ديسمبر، أشار عدد من الأعضاء الجمهوريين في مجلسي النواب والشيوخ إلى نيتهم الاعتراض على مصادقة الكونغرس على نتائج الهيئة الانتخابية بغية إجبار المجلسين على مناقشة قبول النتائج والتصويت عليها. أشار مايك بينس، الذي ترأس الإجراءات بصفته نائبًا للرئيس إلى موافقته على هذه الجهود، مصرحًا في الرابع من يناير: «أعدكم، إن جئتم هذا الأربعاء، فسنحظى بيومنا في الكونغرس». روّج ترامب وبعض من داعميه لنظرية «بطاقة بينس» باطلة تقول إن نائب الرئيس يتمتع بصلاحية رفض النتائج المُعتمدة.
بعد أن انعقد الكونغرس للتصديق على النتائج، جمع ترامب حشدًا في حديقة ذا إيلابس. ثم حث مؤيديه على الزحف إلى مبنى الكونغرس الذي هاجموه. مات خمسة أشخاص إما قُبيل الهجوم أو في إبانه أو بعيده: أطلقت شرطة الكابيتول الرصاص على واحدٍ، وواحد مات جراء جرعة مخدرات زائدة، وثلاثة ماتوا لأسباب طبيعية. جُرح أكثر من مئة ضابط شرطة. بعد أسبوع، دُعي لعزل ترامب مرة ثانية للتحريض على العصيان، لكن برأه مجلس الشيوخ. لم يحضر تنصيب بايدن. اعتبارًا من أكتوبر 2021، ما يزال ترامب مستمرًا في إصراره على أنه فاز بالانتخابات.

## خلفية

### اتهامات ترامب السابقة بالتزوير الانتخابي
لترامب تاريخ من ادعاءات التزوير الانتخابي، بما في ذلك الانتخابات التي لم يشترك فيها. في أعقاب الانتخابات الرئاسية لعام 2012، التي فاز فيها شاغل المنصب الرئيس باراك أوباما بدورة جديدة ضد ميت رومني، غرد ترامب قائلًا: «إن الهيئة الانتخابية كارثة بالنسبة للديمقراطية»، وأن الانتخابات كانت «مُلفّقة تمامًا»، وأن الولايات المتحدة الأمريكية «ليست ديمقراطية». خلال الانتخابات التمهيدية الجمهورية لعام 2016، وبعد أن خسر ترامب أمام تيد كروز في المؤتمر الحزبي الجمهوري في آيوا، زعم ترامب أن كروز اقترف «تزويرًا» و«سرق» المؤتمرات الحزبية في آيوا. دعا ترامب إلى إعادة مؤتمرات آيوا الحزبية، أو إعلان فوز كروز لاغيًا.

### عدم اليقين بشأن تقبل ترامب في حال خسارة الانتخابات في عام 2016
في عام 2016، أشار ترامب مرارًا وتكرارًا إلى أن الانتخابات قد زورت ضده، وفي المناقشة الأخيرة شكك فيما إذا كان سوف يقبل نتائج الانتخابات في حال خسارته، قائلًا: سوف أبقيكم في حالة ترقب. وأثار تعليقه ضجة إعلامية وسياسية اتهم فيها بالتهديد بقلب ركيزة أساسية من أركان الديمقراطية الأمريكية وإثارة احتمال أن الملايين من أنصاره قد لا يقبلون النتائج في 8 نوفمبر إذا خسر. وصف ريك هاسن من جامعة كاليفورنيا، كلية الحقوق في إيرفين، وهو خبير في قانون الانتخابات، تعليقات ترامب بأنها مروعة وغير مسبوقة ويخشى أن يكون هناك عنف في الشوارع من أنصاره إذا خسر. لاحقًا قال ترامب: بالطبع، سوف أقبل نتيجة انتخابات واضحة، لكنني سأحتفظ أيضًا بحقي في الطعن أو تقديم طعن قانوني في حالة وجود نتيجة مشكوك فيها. وذكر أيضًا أنه سوف يقبل كليًا بنتائج الانتخابات إذا فاز.

### رفض قبول خسارة انتخابات 2020
كان الممثل الكوميدي السياسي بيل مار قد توقع منذ فترة طويلة أن ترامب سوف يرفض التخلي عن السلطة، وهو رأي أصبح أكثر انتشارًا بعد 23 سبتمبر، عندما رفض ترامب الالتزام بالتداول السلمي للسلطة في حالة الخسارة الانتخابية. أثيرت مخاوف أخرى في 8 أكتوبر، عندما غرد السيناتور الجمهوري مايك لي نحن لسنا ديمقراطية والديمقراطية ليست الهدف؛ الحرية والسلام والتطلعات. نريد أن تزدهر الحالة الإنسانية. يمكن للديمقراطية المرتبة أن تحبط ذلك.
بعد أن أعلنت جميع المؤسسات الإخبارية الكبرى بايدن رئيسًا منتخبًا في 7 نوفمبر، رفض ترامب قبول الخسارة قائلًا: هذه الانتخابات لم تنته بعد، وزعم تزوير الانتخابات دون تقديم أدلة. قال إنه سوف يواصل الطعون القانونية في ولايات رئيسية، لكن أغلبها رفضته المحاكم. قدم فريقه القانوني بقيادة رودي جولياني العديد من التأكيدات الكاذبة التي لا أساس لها والتي تدور حول مؤامرة شيوعية دولية وتزوير آلات التصويت وتزوير مكان الاقتراع للادعاء بأن الانتخابات قد سُرقت من ترامب. لقد منع المسؤولين الحكوميين من التعاون في الانتقال الرئاسي لجو بايدن. فوض المدعي العام وليام بار وزارة العدل ببدء التحقيقات إذا كانت هناك مزاعم واضحة وذات مصداقية بشأن حدوث مخالفات، إذا كانت صحيحة، فمن المحتمل أن تؤثر على نتيجة الانتخابات الفيدرالية في ولاية فردية.

## إجراءات
بعد الانتخابات، أقال ترامب رئيس وكالة الأمن السيبراني وأمن البنية التحتية الذي ناقض مزاعم ترامب بشأن تزوير الانتخابات. رفضت إدارة ترامب الشروع في الانتقال الرئاسي إذ رفعت حملة ترامب دعاوى قضائية تهدف إلى إلغاء نتائج الانتخابات. أفاد مسؤولو الانتخابات في الولاية أنهم تعرضوا لضغوط من أجل إلغاء النتائج.

### عمليات الإقالة بعد الانتخابات
بعد إعلان بايدن الرئيس المنتخب، أقال ترامب جزءًا كبيرًا من القيادة المدنية في وزارة الدفاع. فُصل وزير الدفاع مارك إسبر عن طريق تغريدة في 9 نوفمبر. بعد استقالة وكيل وزارة السياسة بالنيابة جيم أندرسون احتجاجًا على ذلك، سعى البيت الأبيض لمعرفة أسماء المعينين السياسيين الذين صفقوا لوكيل الوزارة المغادر حتى يمكن فصلهم.
دُحضت مزاعم ترامب بشأن تزوير التصويت على نطاق واسع من قبل القضاة ومسؤولي الانتخابات بالولاية ووكالة إدارة الأمن السيبراني وأمن البنية التحتية (سي آي إس أيه). بعد أن ناقض كريس كريبس، مدير (سي آي إس أيه)، مزاعم ترامب بشأن تزوير التصويت، طرده ترامب في 17 نوفمبر.

### تأخير انتقال إدارة الخدمات العامة
يحدد مسؤول إدارة الخدمات العامة (جي إس أيه) رسميًا متى يمكن للإدارة الرئاسية القادمة أن تبدأ في الوصول إلى الوكالات الفيدرالية والصناديق الانتقالية. بعد 7 تشرين الثاني (نوفمبر) 2020، عندما أصبح جو بايدن معترفًا به عمومًا بصفة رئيس منتخب بعد انتخابات 2020، رفض مدير جي إس أيه إميلي دبليو مورفي التوقيع على خطاب (قرار التأكد) الذي يسمح لفريق بايدن الانتقالي ببدء العمل من أجل تسهيل عملية تنظيم انتقال السلطة.
من خلال رفض السماح للمضي قدمًا في عملية الانتقال، منعت الإدارة القادمة من الحصول على مساحات مكتبية، وإجراء فحوصات خلفية عن المرشحين المحتملين لمجلس الوزراء، والوصول إلى المعلومات السرية. وأدى حجب مورفي للخطاب أيضًا إلى منع فريق بايدن الانتقالي من الوصول إلى عدة ملايين من الدولارات في صناديق تحويل فيدرالية للرواتب والتكاليف الأخرى، وإنشاء عناوين بريد إلكتروني حكومية، والعمل مع مكتب الأخلاقيات الحكومية بشأن الإفصاح المالي المطلوب واستمارات تضارب المصالح للمرشحين الجدد.
في 23 نوفمبر، مهد مورفي الطريق للمضي قدمًا في الانتقال.

## دعاوى قضائية
بعد الانتخابات الرئاسية الأمريكية لعام 2020، رفعت الحملة الانتخابية للرئيس الحالي دونالد ترامب عددًا من الدعاوى القضائية التي تطعن في عمليات الانتخابات وعد الأصوات وعملية التصديق على التصويت في ولايات متعددة، بما في ذلك أريزونا وجورجيا وميتشيغان ونيفادا وبنسلفانيا وتكساس و ويسكونسن. وسرعان ما رفضت العديد من القضايا، وأشار المحامون والمراقبون الآخرون إلى أنه من غير المحتمل أن يكون للدعاوى القضائية تأثير على نتيجة الانتخابات. بحلول 19 نوفمبر، فشل أكثر من عشرين من الطعون القانونية المقدمة منذ يوم الانتخابات.

في 21 نوفمبر، رفض قاضي المحكمة الجزئية الأمريكية في بنسلفانيا، الجمهوري ماثيو بران، القضية المعروضة عليه بتحيز، وحكم:
عن طريق هذا الإجراء، تسعى حملة ترامب والمدعون الأفراد [...] إلى تجاهل ملايين الأصوات التي أدلى بها سكان بنسلفانيا بشكل قانوني من جميع الزوايا - من مقاطعة غرين إلى مقاطعة بايك، وفي كل مكان بينهما. بعبارة أخرى: يسأل المدعون لحرمان ما يقرب من سبعة ملايين ناخب من حق التصويت. ولم تتمكن هذه المحكمة من العثور على أي قضية سعى فيها المدعي للحصول على تعويض جذري في الطعن في الانتخابات، من حيث الحجم الهائل للأصوات المطلوب إبطالها. قد يتوقع المرء أنه عند السعي وراء مثل هذه النتيجة المذهلة، سوف يأتي المدعي مسلحًا بشكل هائل بحجج قانونية مقنعة وإثبات واقعي للفساد المستشري، بحيث لا يكون أمام هذه المحكمة خيار سوى منح الإنصاف الزجري المقترح للأسف على الرغم من تأثيره على مثل هذا مجموعة كبيرة من المواطنين.
هذا لم يحدث. وبدلًا من ذلك، قدمت هذه المحكمة بحجج قانونية متوترة دون أساس واتهامات مضاربة، غير مدعومة في الشكوى المنطوقة وغير مدعومة بأدلة. في الولايات المتحدة الأمريكية، لا يمكن أن يبرر هذا حرمان ناخب واحد من حق التصويت، ناهيك عن جميع ناخبي الولاية السادسة الأكثر اكتظاظًا بالسكان. يطالب شعبنا وقوانيننا ومؤسساتنا بالمزيد.

## أنظر أيضا
- سيدني باول